# Outer Brewster Island
Outer Brewster Island (auch Outward Island) ist eine Insel im Boston Harbor. Sie liegt 10 mi (16,1 km) vom Bostoner Stadtzentrum entfernt auf dem Gebiet des Bundesstaats Massachusetts der Vereinigten Staaten und verfügt über eine Fläche von ca. 20,1 Acres (8,1 ha). Sie wird vom Massachusetts Department of Conservation and Recreation (DCR) verwaltet und ist Teil der Boston Harbor Islands National Recreation Area.

## Geographie

### Geologie
Die Insel besteht aus freiliegendem Grundgestein, auf dem sich eine dünne Erdschicht befindet. Outer Brewster Island ist von einer felsigen Küste mit steilen Klippen umgeben. Eine Felsformation im westlichen Teil der Insel wird als “Pulpit Rock” (dtsch. „Kanzelfelsen“) bezeichnet. Noch heute sind Überreste der Steinbrüche aus dem 19. Jahrhundert zu erkennen.

### Flora und Fauna
Der felsige Untergrund der Insel bietet vorwiegend niedrigen, dicht wachsenden Büschen und Sträuchern sowie Gräsern einen Lebensraum. Am häufigsten kommt der Essigbaum vor, in tiefer gelegenen Bereichen nahe der Küstenlinie gedeihen auch Rosen. Es gibt auch einen kleinen Bestand Amerikanischer Zitterpappeln sowie jeweils ein einziges Exemplar eines Apfelbaums, einer Spätblühenden Traubenkirsche und einer Sibirischen Ulme. Im Schutzgebiet endemisch ist auf Outer Brewster Island ein Vorkommen von feinblättrigen Goldruten.
Da die Insel zu den weiter von der Küste entfernten Inseln des Schutzgebiets gehört, leben auf ihr typischerweise mehr auf die Gezeiten angepasste Pflanzen und Tiere. So ist sie ein beliebter Brutplatz von Kormoranen, Watvögeln, Wassergeflügel und Möwen. Am südlichen Ende ihres Verbreitungsgebiets im Westatlantik brüten auch Eiderenten auf der Insel, ebenfalls gesichtet wurden Sichler. Auch die von der Organisation Partners in Flight als gefährdete Spezies eingestuften Braunmantel-Austernfischer brüten auf der Insel, die auch von Seehunden als Ruheplatz genutzt wird. Die Tier- und Pflanzenwelt der Insel ist darüber hinaus noch Gegenstand wissenschaftlicher Untersuchungen.

## Geschichte
Die Insel wurde nach William Brewster, dem ersten Prediger und Lehrer der Plymouth Colony, benannt. Da die Insel ausschließlich aus Felsgestein besteht, diente sie im 18. und 19. Jahrhundert ausschließlich als Steinbruch sowie im 20. Jahrhundert zur Küstenverteidigung. 1798 erwarb Nathaniel Austin, Gesetzgeber im Repräsentantenhaus von Massachusetts und Einwohner von Charlestown, die Insel zu einem Preis von 400 US-Dollar (entspricht heute einem Gegenwert von ca. 10.000 Dollar) und betrieb dort den Steinbruch weiter. Die Steine verwendete er unter anderem für die Errichtung von Häusern in seiner Heimatstadt. Während des Zweiten Weltkriegs wurde dort eine Geschützbatterie installiert, die über zwei radargesteuerte 6-in-(152,4-mm)-Kanonen verfügte. Drei aus Beton errichtete Baracken beherbergten 125 Soldaten.

## Sehenswürdigkeiten
Die Insel ist von 9:00 Uhr morgens bis Sonnenuntergang geöffnet. Die Behörden raten jedoch davon ab, sich ihr während der Brutzeit der dort lebenden Vögel zu nähern. Zu den Sehenswürdigkeiten auf der Insel zählen insbesondere:
- Ruinen der verlassenen Geschützbatterie Jewell mit Beton-Gebäuden
- Ruinen einer Meerwasserentsalzungsanlage
- Grundmauern eines ehemaligen, 100 ft (30,5 m) hohen Radarturms
- Überreste eines ehemaligen Steinbruchs